# Valencia Féminas CF
Valencia Féminas CF (tidigare "AD DSV Colegio Alemán"), är ett spanskt damfotbollslag från staden Valencia. Klubben bildades ursprungligen 1998 på den Tyska Skolan i Valencia (DSV, Deutsche Schule Valencia; Colegio Alemán), där de spelade sig till uppflyttning till den högsta damdivisionen Superliga Femenina 2007. De första säsongerna hamnade laget trea från botten och undvek nedflyttning med en hårsmån. Den 26 maj 2009 annonserade klubben att man slutit ett avtal med storklubben Valencia CF (VCF), som inkorporerade lag till sin nya damsektion. Eftersom regionen Valencia är tvåspråkig benämns klubben även Valencia CF Femenino (spanska), jämfört med sitt valencianska huvudnamn. Andra förkortningar är VFCF samt VCF Féminas och VCF Femenino.
Den 1 juli 2009 representerades VCF Féminas för första gången med officiellt VCF-matchställ av mittfältaren María Martí. Det omformade laget debuterade den 6 september samma år med en förlust 0-2  i ett lokalderby mot Levante UD Femenino, ett av topplagen i spanska damligan. Första säsongen slutade VCF Féminas på en 18:e plats av 22 lag, med 22 poäng från 7 vinster, 4 oavgjorda och 13 förluster. 
Andra säsongen som VCF Féminas ryckte laget upp sig och slutade på en total tiondeplacering, med 17 vinster på 28 matcher. Med detta resultat kvalificerade VCF Féminas för första gången till ligacupen Copa de la Reina (Drottningens pokal), damfotbollens motsvarighet till Copa del Rey. De förlorade mot Real Sociedads damlag i första omgången på färre bortamål.

## Före detta spelare
- Cristina Estévez
- Sara Monforte
- Julia Olmos